# Royal South Sydney Hospital
Royal South Sydney Hospital était un hôpital dans la banlieue sud de Sydney, à Zetland, en Nouvelle-Galles du Sud, en Australie.

## Historique
Les premiers efforts pour ouvrir un hôpital au sud de Syndey commencèrent en 1908 lorsque les habitants virent James Joynton Smith, homme d'affaires local et propriétaire d'hippodrome, élu président d'un probable futur hôpital. En 1912, la construction d'un hôpital public contenant 25 lits commença. Il fut ouvert en 1913. En 1917, le titre d'hôpital Royal fut donné par le Roi lui-même, et sa capacité fut étendue à 110 lits les années suivantes.
En 1976, les bâtiments en brique tel qu'ils se présentent actuellement furent construits et ouverts, spécialisant l'hôpital dans la réhabilitation et l'orthopédie. En 1991, l'hôpital fusionna avec les Prince of Wales Hospital et Prince Henry Hospital. L'hôpital ferma complètement en 2003 lorsque le site a été transféré au South Sydney City Council (plus tard, le conseil de la Cité de Sydney).

## Situation
Le site se trouve actuellement hors d'usage, et il pourrait être inclus dans le développement du quartier de Green Square.